# Memphis 901 FC
Memphis 901 FC  wass een voetbalclub uit de Amerikaanse stad Memphis (Tennessee). Memphis 901 FC werd in 2018 opgericht en speelde zijn wedstrijden in het AutoZone Park. In 2024 werd de club opgeheven.

## Geschiedenis
Memphis 901 FC werd op 8 januari 2018 opgericht. De club ging een jaar later van start in de USL Championship, waar het in zijn eerste seizoen vijftiende op achttien clubs eindigde in zijn groep. Naast Peter Freund en Craig Unger is ook de voormalige Amerikaanse international Tim Howard aandeelhouder bij de club. 
Op 13 november 2024 werd aangekondigd dat het team zou ophouden te bestaan nadat het geen financiering kon krijgen voor een nieuw voetbalstadion. De franchiserechten voor de USL Championship werden overgedragen aan Santa Barbara Sky FC, gevestigd in Santa Barbara, Californië.

## Bekende (ex-)spelers
- Jose Baxter
- Tim Howard